# Элбюрг
Элбюрг (нидерл. Elburg; нидерландское произношение: [ˈɛlbʏr(ə)x] (слушать)о файле — город и община в провинции Гелдерланд в центральных Нидерландах.
Элбюрг расположен на севере лесистого региона Велюве и граничит с озёрами Дронтен и Велюве.

## Галерея

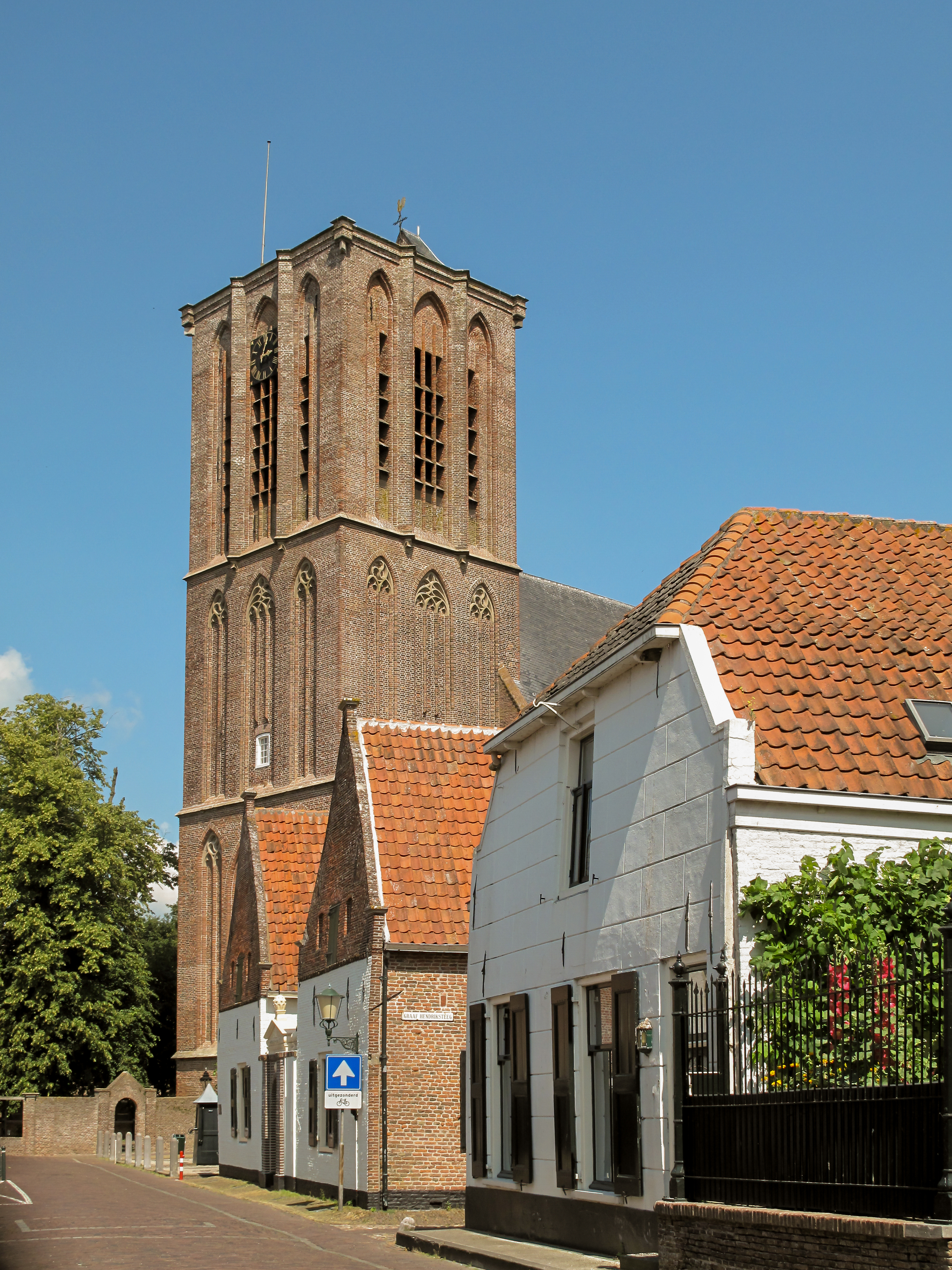
Церковная Башня (de Sint Nicolaaskerk)
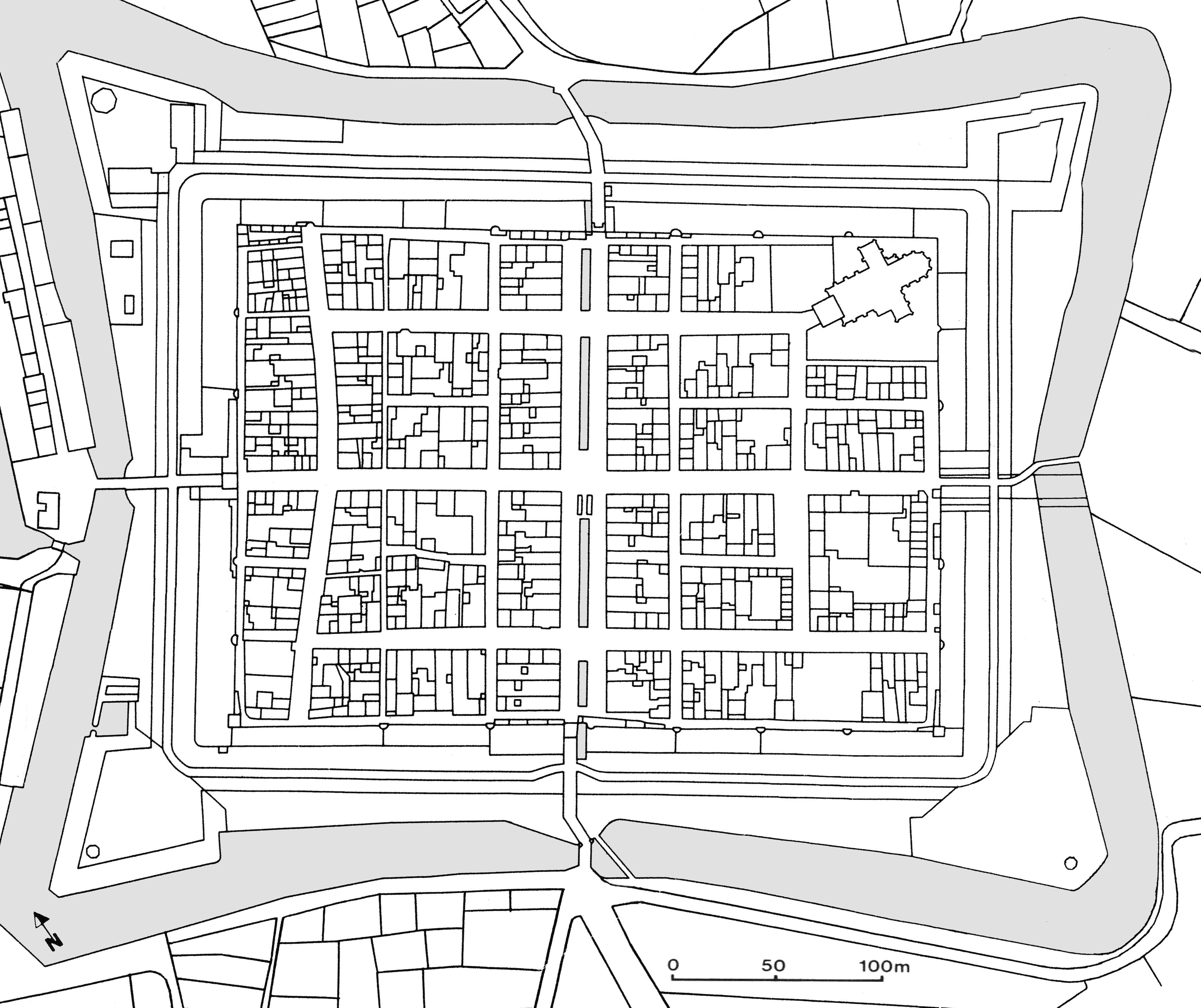
Кадастровый план от 1830
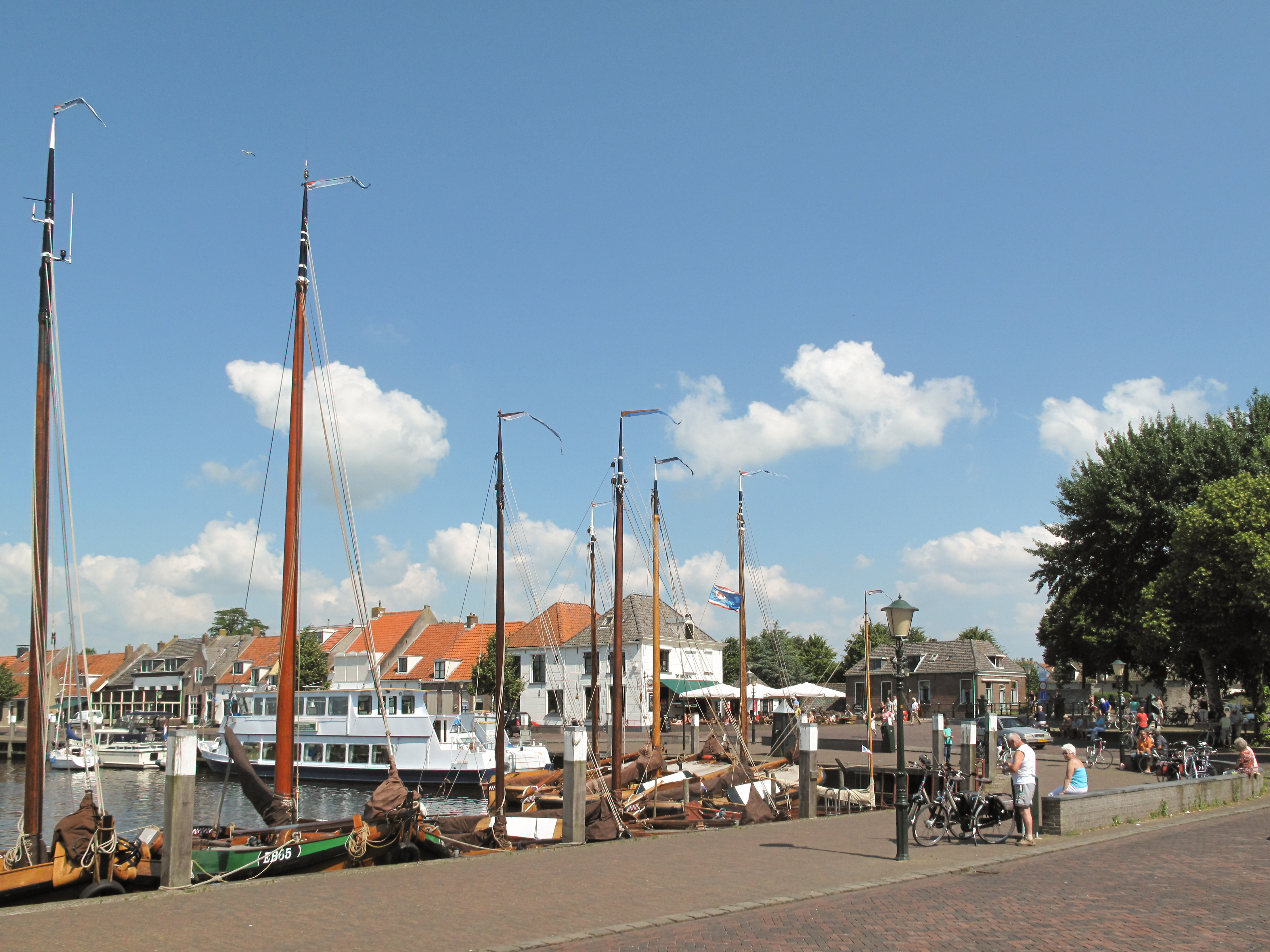
Вид на порт
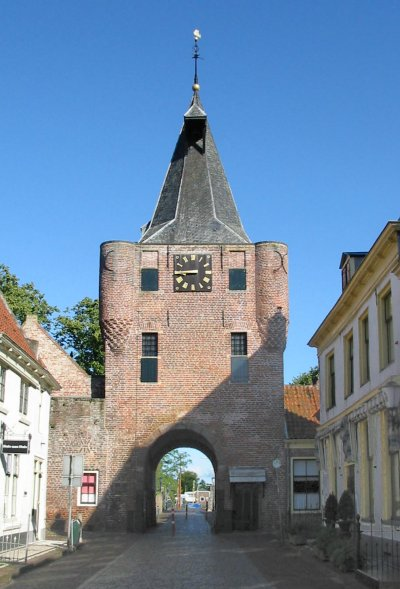
Vischpoort (Рыбьи ворота)
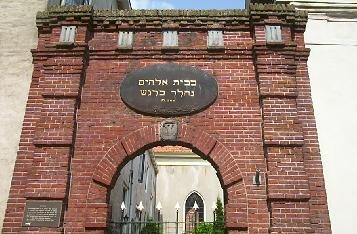
Синагога в Элбюрге
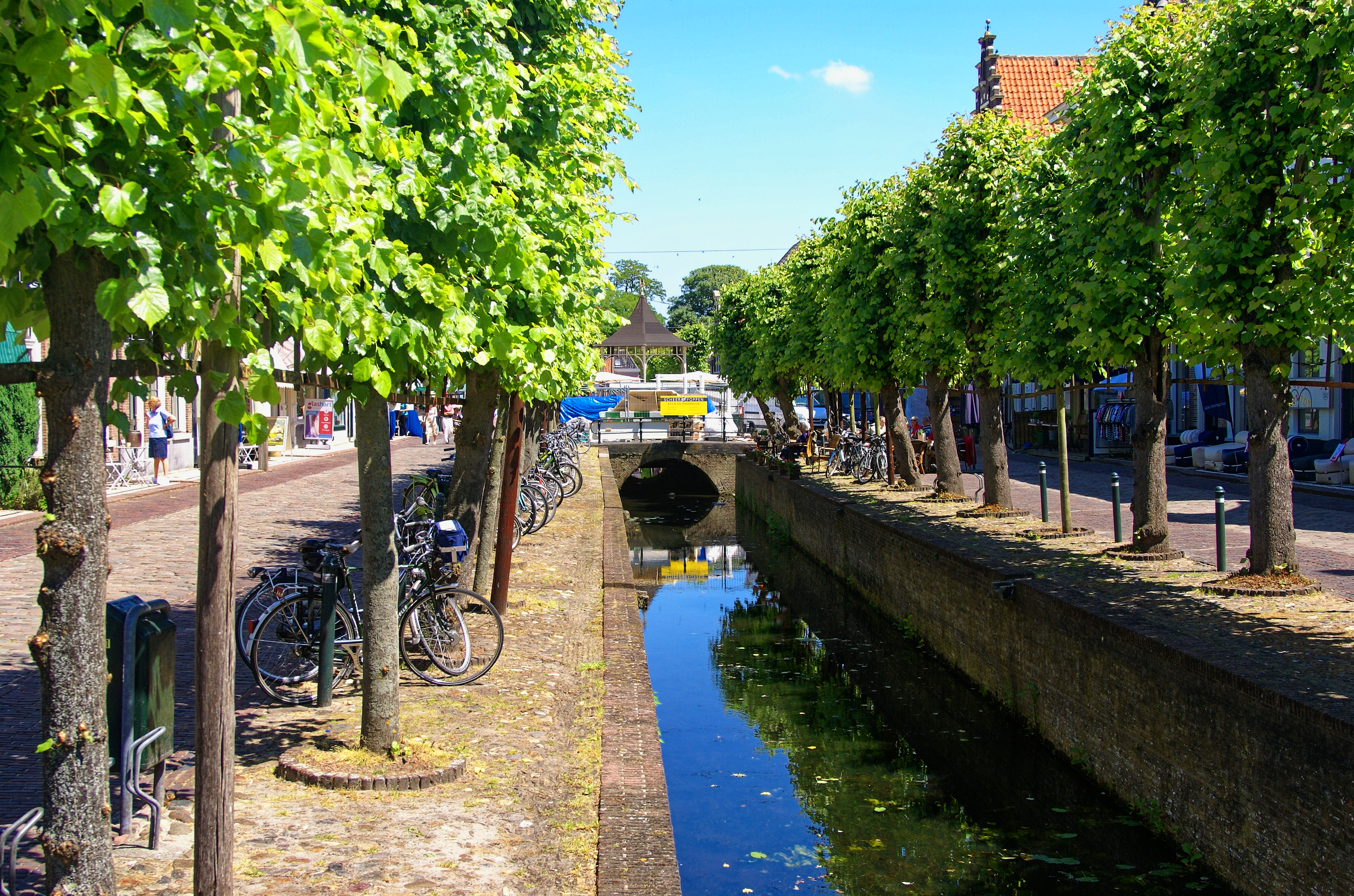
улица Бекстрат в Элбюрге, вид на северо-восток